# Liste der Baudenkmäler in Bidingen

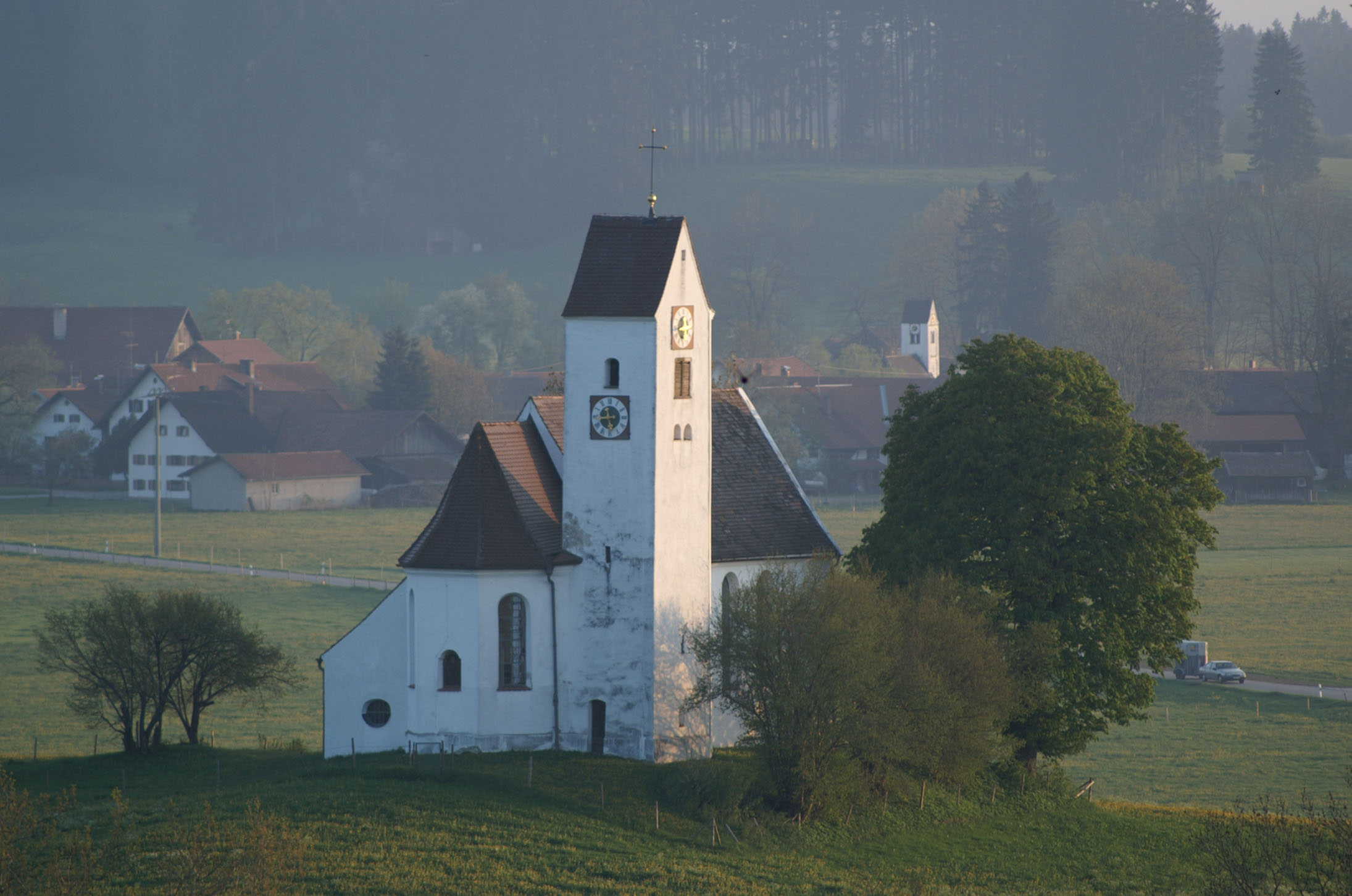
St. Magnus bei Geislatsried

Auf dieser Seite sind die Baudenkmäler in der schwäbischen Gemeinde Bidingen zusammengestellt. Diese Tabelle ist eine Teilliste der Liste der Baudenkmäler in Bayern. Grundlage ist die Bayerische Denkmalliste, die auf Basis des Bayerischen Denkmalschutzgesetzes vom 1. Oktober 1973 erstmals erstellt wurde und seither durch das Bayerische Landesamt für Denkmalpflege geführt wird. Die folgenden Angaben ersetzen nicht die rechtsverbindliche Auskunft der Denkmalschutzbehörde.

## Baudenkmäler nach Ortsteilen

### Bidingen
| Lage                                                           | Objekt                                 | Beschreibung | Akten-Nr.              | Bild                               |
| -------------------------------------------------------------- | -------------------------------------- | --- | ---------------------- | ---------------------------------- |
| Dorfstraße 2 (Standort)                                        | Bauernhaus                             | stattlicher Einfirsthof mit Wiederkehr, 1872. | D-7-77-118-33 Wikidata | Bauernhaus                         |
| Dorfstraße 5 (Standort)                                        | Bauernhaus                             | über Obergeschoßfenstern stuckierte Engelsköpfe, barock, Fresko, 18. Jahrhundert                                                                                         | D-7-77-118-1 Wikidata  | Bauernhaus                         |
| Dorfstraße 8 (Standort)                                        | Gasthaus                               | im Kern Ende 16. Jahrhundert (dendrochronologisch datiert), um 1786 verändert, Kniestock mit Andreaskreuzen; ehem. Zechenwirt, 2007 saniert, seither Gemeindeverwaltung. | D-7-77-118-2 Wikidata  | Gasthaus                           |
| Hergershofer Weg 1 (Standort)                                  | Bauernhaus                             | Mitterstallbau, Wohnteil im Kern Ständerbohlenbau des 18. Jahrhunderts, im 19. Jahrhundert ausgebaut und erweitert.                                                      | D-7-77-118-36 Wikidata | Bauernhaus                         |
| Peter-Dörfler-Platz 1 (Standort)                               | Katholische Pfarrkirche St. Pankratius | Saalbau, im Kern 1426, 1738 verändert und erweitert, Turmunterbau romanisch; mit Ausstattung.                                                                            | D-7-77-118-7 Wikidata  | weitere Bilder                     |
| Peter-Dörfler-Platz 3 (Standort)                               | Mesnerhaus                             | Flachdachbau mit doppelter Kerbschnittverzierung an den Pfetten, 1. Drittel 19. Jahrhundert                                                                              | D-7-77-118-8 Wikidata  | weitere Bilder                     |
| Peter-Dörfler-Platz 4 (Standort)                               | Bauernhaus                             | Mittertennbau, frühes 19. Jahrhundert | D-7-77-118-35 Wikidata | Bauernhaus                         |
| Peter-Dörfler-Platz 6 (Standort)                               | Tennentor                              | mit Lambrequinsschnitzerei, um 1840. | D-7-77-118-9 Wikidata  | Tennentor                          |
| Tremmelschwanger Straße 9 (Standort)                           | Ehemaliges Bauernhaus und Schmiede     | im Kern Ständerbohlenbau, 17. Jahrhundert, giebelseitig in gemaltem Vierpassrahmen bezeichnet 1698.                                                                      | D-7-77-118-10 Wikidata | Ehemaliges Bauernhaus und Schmiede |
| Bichele (an der Straße nach Bernbach) (Standort)               | Feldkreuz                              | mit arma sacra, Anfang 19. Jahrhundert | D-7-77-118-13 Wikidata | Feldkreuz                          |
| nördlich des Geisenbergs am Weg nach Tremmelschwang (Standort) | Wegkapelle                             | Wegkapelle zur Muttergottes Maria, kleiner Satteldachbau mit Halbrundapsis, 1919 als Votivkapelle errichtet; mit Ausstattung                                             | D-7-77-118-12 Wikidata | Wegkapelle                         |

### Bernbach
| Lage                      | Objekt                                          | Beschreibung                                                                                                 | Akten-Nr.              | Bild           |
| ------------------------- | ----------------------------------------------- | --- | ---------------------- | -------------- |
| Pfarrgasse 6 (Standort)   | Katholische Pfarrkirche St. Johannes der Täufer | Bau des 15./16. Jahrhunderts, Turmunterteil 12./13. Jahrhundert, barocke Umgestaltung 1766; mit Ausstattung. | D-7-77-118-17 Wikidata | weitere Bilder |
| Pfarrgasse 7 (Standort)   | Pfarrhaus                                       | Steilsatteldachbau, bez. 1765.                                                                               | D-7-77-118-16 Wikidata | Pfarrhaus      |
| Römerstraße 2 (Standort)  | Kapelle St. Antonius                            | Erbaut 1606, umgestaltet 1782; mit Ausstattung; südwestlich an der Straße nach Biessenhofen.                 | D-7-77-118-18 Wikidata | weitere Bilder |
| Römerstraße 28 (Standort) | Bauernhaus                                      | über dem Tennentor Andreaskreuz und Kopfbänder, Kerbschnitzerei, Mitte 18. Jahrhundert                       | D-7-77-118-14 Wikidata | Bauernhaus     |

### Etzlensberg
| Lage                     | Objekt     | Beschreibung                                            | Akten-Nr.              | Bild       |
| ------------------------ | ---------- | ------------------------------------------------------- | ---------------------- | ---------- |
| Etzlensberg 5 (Standort) | Bauernhaus | Mittertennbau mit Flachdach, Bundwerk, bezeichnet 1834. | D-7-77-118-19 Wikidata | Bauernhaus |

### Geislatsried
| Lage                       | Objekt                              | Beschreibung                                                                          | Akten-Nr.              | Bild           |
| -------------------------- | ----------------------------------- | ------------------------------------------------------------------------------------- | ---------------------- | -------------- |
| Geislatsried 13 (Standort) | Katholische Filialkirche St. Magnus | Saalbau mit Satteldachturm, um 1500 erbaut, 1746 und 1771 verändert; mit Ausstattung. | D-7-77-118-21 Wikidata | weitere Bilder |

### Königsried
| Lage       | Objekt                         | Beschreibung                                      | Akten-Nr.              | Bild                           |
| ---------- | ------------------------------ | ------------------------------------------------- | ---------------------- | ------------------------------ |
| (Standort) | Kapelle St. Stephan und Ulrich | Chor spätgotisch, Langhaus 1732; mit Ausstattung. | D-7-77-118-22 Wikidata | Kapelle St. Stephan und Ulrich |

### Langweid
| Lage       | Objekt                           | Beschreibung                  | Akten-Nr.              | Bild                             |
| ---------- | -------------------------------- | ----------------------------- | ---------------------- | -------------------------------- |
| (Standort) | Kapelle St. Petrus und Katharina | erbaut 1923; mit Ausstattung. | D-7-77-118-23 Wikidata | Kapelle St. Petrus und Katharina |

### Ob
| Lage                      | Objekt              | Beschreibung                                                             | Akten-Nr.              | Bild               |
| ------------------------- | ------------------- | ------------------------------------------------------------------------ | ---------------------- | ------------------ |
| Am Mühlbach 7 (Standort)  | Kleinbauernhaus     | Mittertennbau mit Hakenschopf, Anfang 19. Jahrhundert                    | D-7-77-118-27 Wikidata | Kleinbauernhaus    |
| Hauptstraße 10 (Standort) | Ehemaliger Gasthof  | Flachdachbau mit kerbgeschnitzter Flugpfette, 2. Viertel 19. Jahrhundert | D-7-77-118-25 Wikidata | Ehemaliger Gasthof |
| Hauptstraße 17 (Standort) | Kapelle St. Michael | Saalbau mit Satteldachturm, erbaut 1662; mit Ausstattung.                | D-7-77-118-24 Wikidata | weitere Bilder     |

### Tremmelschwang
| Lage                     | Objekt                          | Beschreibung                                                                                                   | Akten-Nr.              | Bild                            |
| ------------------------ | ------------------------------- | --- | ---------------------- | ------------------------------- |
| Kapellenweg 2 (Standort) | Katholische Kapelle St. Michael | 1881 über Kern des späten 18. Jahrhunderts erbaut                                                              | D-7-77-118-28 Wikidata | Katholische Kapelle St. Michael |
| Salzstraße 10 (Standort) | Bauernhaus                      | Mittertennbau mit späterer Wiederkehr, bemalte Balken und großes Andreaskreuz über der Tenne, bezeichnet 1829. | D-7-77-118-29 Wikidata | Bauernhaus                      |

### Weiler
| Lage                             | Objekt               | Beschreibung                                                            | Akten-Nr.              | Bild              |
| -------------------------------- | -------------------- | ----------------------------------------------------------------------- | ---------------------- | ----------------- |
| Kalvariberg in Weiler (Standort) | Kalvarienbergkapelle | Rundbau mit Laterne, 1729/30 von Johann Georg Fischer; mit Ausstattung. | D-7-77-118-30 Wikidata | weitere Bilder    |
| Kalvariberg in Weiler (Standort) | Kreuzwegstationen    | Ende 19. Jahrhundert, neugotisch; am Anfang zum Kalvarienberg.          | D-7-77-118-32 Wikidata | Kreuzwegstationen |
| Kalvariberg in Weiler (Standort) | Ölbergkapelle        | Ende 19. Jahrhundert; mit Ausstattung; am Aufgang zum Kalvarienberg.    | D-7-77-118-31 Wikidata | weitere Bilder    |

## Ehemalige Baudenkmäler
In diesem Abschnitt sind Objekte aufgeführt, die früher einmal in der Denkmalliste eingetragen waren, jetzt aber nicht mehr. Objekte, die in anderem Zusammenhang – also z. B. als Teil eines Baudenkmals – weiter eingetragen sind, sollen hier nicht aufgeführt werden. Aktennummern in diesem Abschnitt sind ehemalige, jetzt nicht mehr gültige Aktennummern.

| Lage                                         | Objekt      | Beschreibung                                    | Akten-Nr.              | Bild        |
| -------------------------------------------- | ----------- | ----------------------------------------------- | ---------------------- | ----------- |
| Bidingen Geislatsrieder Straße 4 (Standort)  | Giebelfigur | Engel 2. Hälfte 17. Jahrhundert                 | D-7-77-118-3 Wikidata  | Giebelfigur |
| Bidingen Geislatsrieder Straße 7 (Standort)  | Hausfigur   | Kruzifixus, barock.                             | D-7-77-118-4 Wikidata  | BW          |
| Bidingen Geislatsrieder Straße 10 (Standort) | Hausfigur   | Kruzifix mit arma sacra, Anfang 19. Jahrhundert | D-7-77-118-5 Wikidata  | Hausfigur   |
| Bidingen Geislatsrieder Straße 17 (Standort) | Hausfigur   | Kruzifix, barock.                               | D-7-77-118-6 Wikidata  | Hausfigur   |
| Bernbach Römerstraße 24 (Standort)           | Hausfigur   | Wieschristus, 18. Jahrhundert                   | D-7-77-118-15 Wikidata | Hausfigur   |
| Geblatsried Geblatsried 12 1/2 (Standort)    | Hausfigur   | Büste Gottvaters, 2. Hälfte 17. Jahrhundert     | D-7-77-118-20 Wikidata | Hausfigur   |
| Ob Birkenweg 11 (Standort)                   | Hausfigur   | Hl. Georg, 19. Jahrhundert                      | D-7-77-118-26 Wikidata | Hausfigur   |